# Kriz
Pel municipi de Croàcia, vegeu Križ
Els kriz (àzeri Qrızlar rus Крызы Krizi) són una minoria ètnica del Caucas a l'Azerbaidjan. El nom deriva del seu aul, Kriz. Formen part de les cinc petites nacions del Caucas conegudes com a "nacions Xahdagh" (de la muntanya Xahdagh al districte de Konakhkend, on viuen aquests grups) que porten el nom dels seus pobles (auls) principals: Budukh, Kriz, Khinalug, Jhek o Dzhek i Khaput o Gaput. Després del cens del 1924 publicat el 1926, aquests grups no tornen a ser esmentats però als anys 70 es va comprovar que només a la regió de Khatxmas i havia 12 pobles de kriz (expedició etnogràfica de l'Acadèmia de Ciències de l'Azerbaidjan). Les nacions xahdagh han podit sobreviure pel seu aïllament a alçades d'entre 2000 i 2300 metres en zones remotes del Caucas. Viuen de la ramaderia i l'horticultura.
La llengua kriz forma amb el khaput i el dzhek la subdivisió dzhek del grup samurià (format pel lesguià, agul, rútul, tsakhur, tabarsaran, budukh i dzhek) de la família de llengües ibero-caucasianes del nord-est. Al cens soviètic de 1926 només 5 persones es declaraven ètnicament kriz però parlaven la llengua (incloent-hi dzhek i khaput) 4.348 persones. El 1954 els kriz s'estimaven en alguns centenars que vivien a aul kriz en la zona superior del riu Kudayl Txay de la regió de Xahdagh o Xakhdagh, al districte de Konakhend a l'Azerbaidjan. La seva religió és musulmana, de la branca sunnita, escola xafiïta.